# Eliezer Ben-Yehuda
Eliezer Ben Yehuda (en hebreu: אֱלִיעֶזֶר בֶּן־יְהוּדָה), nasqué amb el nom d'Eliezer Isaac Perlman Elianov, a Lujki, Gubernia de Vílnius, Imperi Rus (avui a la província de Vítsiebsk a Belarús), el 7 de gener del 1858, i morí a Jerusalem el 21 de desembre del 1922. Fou un periodista i filòleg jueu i l'autor del primer diccionari d'hebreu modern. Va tenir un paper cabdal en la realització i difusió de l'hebreu modern, principalment com a llengua parlada. Va fer que l'hebreu tornés a ser llengua materna després de 17 segles, puix que des de l'any 200 dC, aproximadament, l'hebreu havia estat una llengua utilitzada gairebé exclusivament com a llengua sagrada en l'estudi de la Torà, i cent anys després del renaixement de la llengua hebrea com a llengua literària, al començament de la Haskalà.
El seu fill Itamar Ben-Avi (o Ben-Zion Ben-Yehuda) (1882-1943), conegut per haver estat el primer parlant natiu d'hebreu modern, va ser un ferm promotor de la llengua auxiliar internacional esperanto.

## Vida
El pare de Eliezer Ben Yehuda era Yehuda Leib i la seua mare, Feyga Perlman. Eren jueus hassídics i parlaven jiddisch. Als tres anys, comença l'estudi de la Torà i la Mixnà, els principals textos de la litúrgia israelita. Té cinc anys quan mor el seu pare, la seua mare el confia llavors al seu oncle, en David Wolfson. Arribat als 13 anys, edat de maduresa religiosa (Bar mitsvà), el seu oncle l'envia a una petita acadèmia talmúdica a Polotsk perquè segueixi els seus estudis religiosos.
Entre el 1878 i el 1879 arriba a París per estudiar medecina a la Sorbona. És allà on comença la seva carrera periodística i política, que pròpiament comença amb la publicació el 1879 de l'article «Una qüestió candent», en la qual defensa la creació d'un estat jueu a Palestina.
No serà estrictament fins al 1881 que arribarà a Jerusalem i començarà a aplicar el seu projecte polític i lingüístic com a director de diferents periòdics, que farà servir per a crear un periodisme modern en llengua hebrea a Palestina i expandir els neologismes necessaris per a la vida moderna. A una escala més personal, va establir que l'hebreu fos l'única llengua que es parlaria a casa seva per tal de crear, dos mil anys després, el primer parlant que tingués l'hebreu com a llengua materna, Itamar Ben-Avi.
El seu activisme periodístic el va dur a la presó el 1894 i va defensar ardentment la primacia de l'hebreu en la guerra de les llengües contra l'alemany.
Paral·lelament a l'activisme polític i al periodisme, va consagrar la vida a la compilació d'un diccionari que inclogués tot el lèxic hebreu de la Bíblia fins al moment present, inclosos els seus neologismes, ordenat de manera que facilités la consulta al neoparlant. Va començar a ser publicat pòstumament el 1940.